# Bill Monroe
Bill Monroe, właśc. William Smith Monroe (ur. 13 września 1911 w Rosine, zm. 9 września 1996) – amerykański muzyk.
Założył zespół Blue Grass Boys (nazwa pochodzi od przydomku stanu Kentucky – stan błękitnych traw). Zespół zapoczątkował muzykę bluegrass jako nowy gatunek wywodzący się z country. Przez ponad 60 lat występował jako wokalista, mandolinista i kompozytor. W 1997 został wprowadzony do Rock and Roll Hall of Fame.
Bill Monroe urodził się na farmie w pobliżu Rosine, w stanie Kentucky, w 1911 roku. Jego matka i jej brat dużo w domu śpiewali i grali na banjo i gitarze, tak że Bill wyrastał wśród ludowej muzyki. Ponieważ był najmłodszy spośród 8-osobowego rodzeństwa, starsi zagospodarowali „lepsze” instrumenty i jemu pozostała mandolina. Monroe wspominał, że starsi bracia wymontowali mu cztery struny, gdyż jego mandolina była za głośna. Mama zmarła gdy miał 10 lat, wychowywał się u wuja, który grał na skrzypcach, akompaniując mu na lokalnych potańcówkach.
W 1929 roku Bill wraz z dwoma braćmi wyjechał do Indiany do pracy w rafinerii. Założyli tam zespół Monroe Brothers, grając gdzie się da. W 1936 roku podpisali kontrakt z RCA Victor, dla której nagrywali przez dwa lata. W 1939 roku Bill wyjechał do Atlanty gdzie powołał do życia Blue Grass Boys, już bez braci w składzie. Początkowo nagrywali typowe utwory, krótkie i w szybkim tempie. Później Monroe zaczął eksperymentować ze składem i sposobem gry. W 1946 i 1947 roku nagrywał z zespołem w Columbia Records. Te nagrania stały się wzorem stylu bluegrass. Kilka z nich stało się klasykami: „Toy Heart”, „Blue Grass Breakdown”, „Molly and Tenbrooks”, „Wicked Path of Sin”, „My Rose of Old Kentucky”, „Little Cabin Home on the Hill”.

## Wybrane utwory
- „Scotland” (1958)
- „Gotta Travel On” (1959)